# Демаркус Корлі
Демаркус Корлі (англ. DeMarcus Corley; 3 червня 1974, Вашингтон, Округ Колумбія, США) — американський боксер-професіонал, який виступав в 1-й напівсередній ваговій категорії. Чемпіон світу в 1-й напівсередній (версія WBO, 2001—2003) ваговій категорії.